# Бей-Шор (Нью-Йорк)
Бей-Шор (англ. Bay Shore) — переписна місцевість (CDP) в США, в окрузі Саффолк штату Нью-Йорк. Населення — 29 244 особи (2020).

## Географія
Бей-Шор розташований за координатами 40°43′49″ пн. ш. 73°14′58″ зх. д. / 40.73028° пн. ш. 73.24944° зх. д. (40.730313, -73.249320).  За даними Бюро перепису населення США в 2010 році переписна місцевість мала площу 14,31 км², з яких 13,90 км² — суходіл та 0,41 км² — водойми.

## Демографія
Згідно з переписом 2010 року, у переписній місцевості мешкало 26 337 осіб у 9064 домогосподарствах у складі 6079 родин. Густота населення становила 1840 осіб/км².  Було 9663 помешкання (675/км²).
Расовий склад населення:
| - 61,0 % — білих - 19,6 % — чорних або афроамериканців - 3,2 % — азіатів - 0,7 % — корінних американців - 11,3 % — осіб інших рас |

До двох чи більше рас належало 4,2 %. Частка іспаномовних становила 30,8 % від усіх жителів.
За віковим діапазоном населення розподілялося таким чином: 24,6 % — особи молодші 18 років, 63,5 % — особи у віці 18—64 років, 11,9 % — особи у віці 65 років та старші. Медіана віку мешканця становила 37,4 року. На 100 осіб жіночої статі у переписній місцевості припадало 94,1 чоловіків;  на 100 жінок у віці від 18 років та старших — 91,5 чоловіків також старших 18 років.
Середній дохід на одне домашнє господарство  становив 84 581 долар США (медіана — 70 229), а середній дохід на одну сім'ю — 97 123 долари (медіана — 79 489). Медіана доходів становила 46 145 доларів для чоловіків та 41 134 долари для жінок. За межею бідності перебувало 9,5 % осіб, у тому числі 12,6 % дітей у віці до 18 років та 14,4 % осіб у віці 65 років та старших.
Цивільне працевлаштоване населення становило 14 848 осіб. Основні галузі зайнятості: освіта, охорона здоров'я та соціальна допомога — 25,8 %, виробництво — 13,6 %, роздрібна торгівля — 11,8 %, науковці, спеціалісти, менеджери — 10,9 %.